# فابريتسيو فريدا
فابريتسيو فريدا (بالإيطالية: Fabrizio Freda)‏ هو شخصية أعمال إيطالي، ولد في 31 أغسطس 1957.